# Podosordaria mexicana
Podosordaria mexicana är en svampart som beskrevs av Ellis & Holw. 1897. Podosordaria mexicana ingår i släktet Podosordaria och familjen kolkärnsvampar.   Inga underarter finns listade i Catalogue of Life.